# Santa Maria d'Oló
Santa Maria d'Oló (em catalão e oficialmente) ou Santa María de Oló (em castelhano) é um município da Espanha na comarca de Moianès, província de Barcelona, comunidade autónoma da Catalunha. Tem 64,24 km² de área e em 2021 tinha 1 065 habitantes (densidade: 16,6 hab./km²).

## Demografia
| Variação demográfica do município entre 1991 e 2004[carece de fontes?] | Variação demográfica do município entre 1991 e 2004[carece de fontes?] | Variação demográfica do município entre 1991 e 2004[carece de fontes?] | Variação demográfica do município entre 1991 e 2004[carece de fontes?] |
| ---------------------------------------------------------------------- | ---------------------------------------------------------------------- | ---------------------------------------------------------------------- | ---------------------------------------------------------------------- |
| 1991                                                                   | 1996                                                                   | 2001                                                                   | 2004                                                                   |
| 1015                                                                   | 990                                                                    | 990                                                                    | 1047                                                                   |